# ديك كلارك (مهندس معماري)
ديك كلارك (بالإنجليزية: Dick Clark)‏ هو مهندس معماري أمريكي، ولد في 1944، وتوفي في 7 أغسطس 2017.